# 5894 Telč
5894 Telč eller 1982 RM1 är en asteroid i huvudbältet som upptäcktes den 14 september 1982 av den tjeckiske astronomen Antonín Mrkos vid Kleť-observatoriet i Tjeckien. Den är uppkallad efter den tjeckiska staden Telč.
Asteroiden har en diameter på ungefär 5 kilometer.